# Toyoake

Toyoake (豊明市 Toyoake-shi?) este un municipiu din Japonia, prefectura Aichi.